# Universidad de Ciencias Agrícolas de Suecia
La Universidad de Ciencias Agrícolas de Suecia (Sueco: Sveriges lantbruksuniversitet) (SLU) es una universidad pública en Suecia. Aunque su sede se encuentra en la Ultuna, Upsala, la universidad tiene varios campus en diferentes partes de Suecia, siendo las otras instalaciones principales Alnarp del Municipio de Lomma, Skara y Umeå. A diferencia de otras universidades estatales en Suecia, se financia a través del presupuesto del Ministerio de Medio Rural. 
La universidad cuenta con cuatro facultades: Facultad de Planificación del Paisaje, de Ciencias Agrícolas y Hortícolas, Facultad de Recursos Naturales y Ciencias de la Agricultura, la Facultad de Medicina Veterinaria y Zootecnia y la Facultad de Ciencias Forestales. 
La SLU tenía en 2012 3080 empleados a tiempo completo, 3.935 estudiantes de tiempo completo, 714 estudiantes de investigación y 241 profesores.
En el año 2007 en el Academic Ranking of World Universities, la SLU estaba catalogada entre el 5 a 9 puesto en Suecia, entre el 81 al 123 en Europa y entre el 203 y el 304 en el mundo.

## Historia
La universidad fue fundada en 1977 por la combinación de tres colegios separados existentes para la medicina veterinaria, la silvicultura y la agricultura, así como algunas unidades más pequeñas en una sola organización. Al mismo tiempo, los colegios de Silvicultura y de Veterinaria se trasladaron de Estocolmo para Ultuna, que ya era el campus principal de la universidad agrícola. Los lugares utilizados por los dos colegios reubicados son hoy utilizados por la Universidad de Estocolmo.
Estas escuelas tenían una larga historia como instituciones separadas. La Institución Veterinaria en Skara fue fundada en 1775 y fue encabezada por Peter Hernqvist, un estudiante de ambos tanto de Carl von Linné como de Claude Bourgelat, quien fundó la primera facultad de veterinaria en Lyon en 1762. Desde 1821 una nueva institución veterinaria en Estocolmo se hizo cargo de la formación de los veterinarios de Skara. 
El Instituto de Silvicultura fue fundado en Estocolmo en 1828 para ofrecer educación superior a aquellos que habían pasado por las escuelas forestales prácticas, y se convirtió en una universidad de 1915. 
Un instituto agrícola fue fundado en Ultuna en 1848 y en Alnarp en 1862, bajo la supervisión de la Real Academia Sueca de Agricultura y Silvicultura, fundada en 1813. 
Estos institutos, y las actividades experimentales llevadas a cabo por la Academia desde 1814, fueron la base de la Escuela de Agricultura, que fue creada en 1932.

## Alumnos Notables
- Anders Hans Karlsson - Científico y agrónomo
- Profesora Anna Kajumulo Tibaijuka - Ministra de Tierras de Tanzania, Vivienda y Asentamientos Humanos y exdirector ejecutivo de ONU-HABITAT